# Borys Filatow

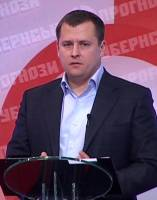
Borys Filatow

Borys Albertowitsch Filatow (ukrainisch Борис Альбертович Філатов; * 7. März 1972 in Dnipropetrowsk, Ukrainische SSR) ist ein ukrainischer Jurist, Journalist, Unternehmer, Millionär und Politiker (UKROP) und seit dem 17. November 2015 Bürgermeister von Dnipro.

## Leben

### Herkunft und Familie
Borys Filatow wurde in eine Lehrerfamilie hineingeboren und schloss die 73. Schule im Stadtviertel Peremoha, im Stadtteil Sobor von Dnipro ab.
Er beendete 1993 die Nationale Oles-Hontschar-Universität Dnipropetrowsk in den zwei Fächern „Geschichtswissenschaften und Gesellschaftswissenschaft“ (russisch история и обществоведение) und „Jura“ und verteidigte 1997 seine Dissertation an der Nationalen Universität „Juristische Akademie Odessa“.

### Arbeit
Er war Dozent für Privatrecht (russisch Гражданское право) an der Akademie des Zolldienstes der Ukraine.

### Politik
Er war vom 4. März bis zum November 2014 stellvertretender Vorsitzender der Dnipropetrowsker Oblastverwaltung (ukrainisch Дніпропетровська обласна державна адміністрація) für Inneres.
In der Parlamentswahl 2014 gewann Filatow als parteiloser Kandidat den Stadtteil Sobor von Dnipropetrowsk als Wahlkreis und wurde dadurch Mitglied der Werchowna Rada.

## Kritik
Borys Filatow hat auf einer Veranstaltung den Journalisten Anatolij Scharij öffentlich obszön beleidigt und ihm mit Gewaltanwendung bis hin zum Tod gedroht.